# Skurar av nåd skall jag sända
Skurar av nåd skall jag sända är en psalm med originaltexten skriven av Daniel Webster Whittle, med pseudonymen El Nathan, 1883 och den svenska texten av John Ongman 1890 och Kerstin Lundin 1985. Musiken är komponerad av James McGranahan 1883.

## Publicerad i
- Samlingstoner 1922 som nr 30 under rubriken "Bönesånger".
- Frälsningsarméns sångbok 1929 som nr 134 under rubriken "Helgelse - Helgelsens verk".
- Musik till Frälsningsarméns sångbok 1930 som nr 134
- Kom 1930 som nr 7 , med titeln "Skurar av nåd skola falla" under rubriken "Inledning och bön".
- Segertoner 1930 som nr 16 med titeln "Skurar av nåd skola falla" under rubriken "Bönesånger".
- Sionstoner 1935 som nr 43 under rubriken "Inledning och bön"
- Segertoner 1960 som nr 16
- Frälsningsarméns sångbok 1968 som nr 217 under rubriken "Helgelse".
- Psalmer och Sånger 1987 som nr 575 under rubriken "Att leva av tro - Bönen".[2]
- Segertoner 1988 som nr 373 under rubriken "Fader, son och ande - Anden, vår hjälpare och tröst".[1]
- Frälsningsarméns sångbok 1990 som nr 470 under rubriken "Ordet och bönen".